# Verdienstorden des Landes Schleswig-Holstein

Der Verdienstorden des Landes Schleswig-Holstein wurde als höchster Verdienstorden des Landes Schleswig-Holstein nach Vorstellung des Ministerpräsidenten Peter Harry Carstensen im Jahr 2008 geschaffen. Der Orden wurde beim Schleswig-Holstein-Tag am 12. Juli in Neumünster erstmals an elf Personen verliehen.
Das Ordenszeichen hat die Form eines roten Kreuzes mit konkaven Flügeln und silbernem Rand und trägt ein stilisiertes Landeswappen auf der Vorderseite. Es wird an einem blauen Band an der linken oberen Brustseite getragen.
Die bisher höchste Auszeichnung des Landes, die 1978 gestiftete Schleswig-Holstein-Medaille, geht in den neuen Verdienstorden über. Der Erlass sieht vor, dass Träger der Schleswig-Holstein-Medaille automatisch auch Inhaber des Verdienstordens sind.
siehe auch: Liste der Träger des Verdienstordens des Landes Schleswig-Holstein